# 天山中医医院
上海市长宁区天山中医医院是位於中華人民共和國上海市長寧區娄山关路868号的一家二级甲等中医医院，成立於1988年5月。前身是上海市長寧區天山醫院。2013年又掛名上海中医药大学附属龙华医院天山分院。

## 外部連結
- 官方网站